# إلوهيم رولاند
إلوهيم رولاند (بالفرنسية: Elohim Rolland)‏ (3 مارس 1989 بفرنسا - ) هو لاعب كرة قدم فرنسي في مركز الوسط. لعب مع نادي بولون ونادي كورتريك وFC Villefranche Beaujolais ‏ وLyon-La Duchère ‏.

## وصلات خارجية
- إلوهيم رولاند على موقع قاعدة بيانات كرة القدم.إي يو (الإنجليزية)
- إلوهيم رولاند على موقع Soccerway.com (الإنجليزية)